# Małgorzata Omilanowska

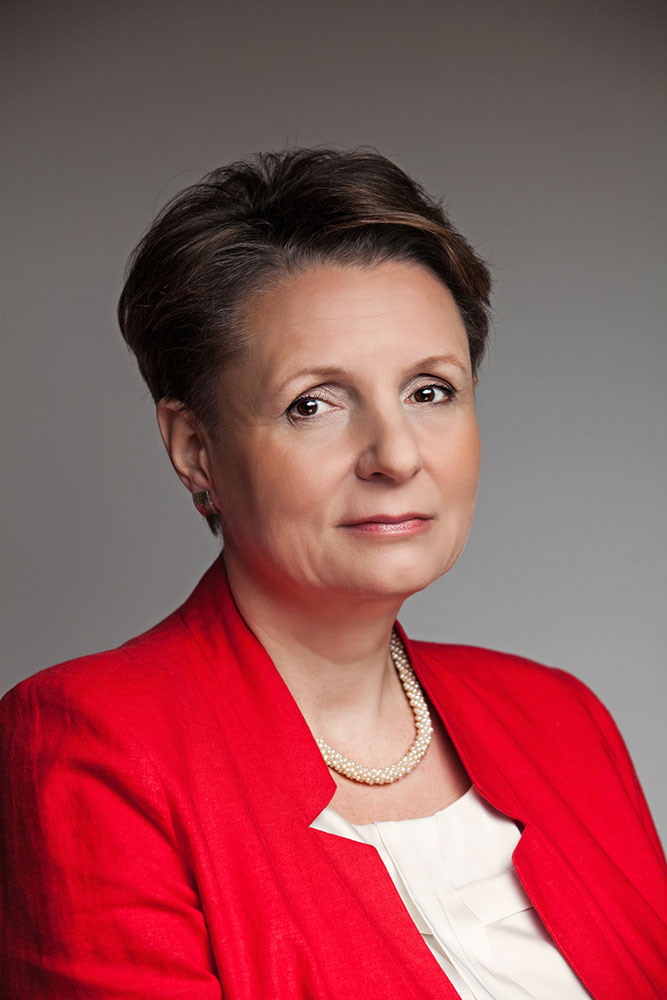
Małgorzata Omilanowska

Małgorzata Omilanowska (* 10. April 1960 in Warschau) ist eine polnische Historikerin und Politikerin.

## Wissenschaftliche Karriere
Nach einem Studium an der historischen Fakultät der Universität Warschau und an der architektonischen Fakultät der Technischen Universität Berlin erhielt sie ein Stipendium der British Academy. Danach arbeitete sie an der Polnischen Akademie der Wissenschaften. 1999 wurde sie zur Direktionsassistentin ernannt. Omilanowska lehrte an zahlreichen Einrichtungen, unter anderem in Deutschland. Zudem war sie Dozentin an der Universität Gdańsk, deren Institut für Kunstgeschichte sie bis 2008 leitete.

## Politische Karriere
Im Jahre 2012 wurde Omilanowska zur Staatssekretärin im Kulturministerium ernannt. 2014 trat sie die Nachfolge von Bogdan Zdrojewski als Ministerin für Kultur und nationales Erbe an. Mit dem Regierungswechsel nach den Parlamentswahlen am 25. Oktober 2015 endete auch ihre Amtszeit als Minister.

## Schriften
- Architekt Stefan Szyller 1857–1933. Warszawski architekt doby historyzmu (Stefan Szyller (1857–1933), Architecte de Varsovie), Fondation "Historia pro Futuro", Varsovie, 1995, dernière édition, Liber Pro Arte, 2008
- Atlas zabytków architektury w Polsce (coll.), Varsovie 2001
- Berlin, "Wiedza i Życie", Varsovie 2000
  - traduit et adapté en français par Dominique Brotot, Kelly Rivière et Florence Paban, Hachette tourisme, dernière édition 2014
- Małgorzata Omilanowska, Marek Stańczyk, Tomasz Torbus, Allemagne, traduit et adapté par Dominique Brotot, Hachette Tourisme, 2003
- Gdańsk i Pomorze Wschodnie (Gdańsk et la Poméranie orientale) (coll.), "Wiedza i Życie", Varsovie 2001
- Most i wiadukt księcia Józefa Poniatowskiego (Le pont et le viaduc Józef Poniatowski de Varsovie), Varsovie 1991
- Nadbałtyckie Zakopane – Połąga w czasach Tyszkiewiczów (La Zakopane de la Baltique : Palanga à l'époque des Tyszkiewicz), Instytut Sztuki PAN, Varsovie 2011
- Polska. Pałace i dwory (La Pologne : châteaux et palais), Varsovie 2004
- Polska. Świątynie, klasztory i domy modlitwy (La Pologne : monastères, cloîtres et lieux de culte), Sport i Turystyka – Muza, Varsovie 2008
- Świątynie handlu. Warszawska architektura komercyjna doby wielkomiejskiej (Les Temples du commerce : l'architecture commerciale à Varsovie), Instytut Sztuki PAN, Varsovie 2004
- Zagadki z historii sztuki (Questions d'histoire de l'art) Varsovie 2001